# Моя кузина Рэйчел (фильм, 1952)
«Моя кузина Рейчел» (англ. My Cousin Rachel) — американский драматический фильм режиссёра Генри Костера, вышедший на экраны в 1952 году. Первая экранизация одноимённого романа Дафны дю Морье. Главный роли сыграли Оливия де Хэвилленд и Ричард Бёртон.

## Сюжет
Англия, поместье в Корнуолле, 40-е годы XIX века. Филлип Эшли остаётся сиротой в 10 лет, после смерти родителей. Его воспитывает умный и одарённый старший кузен Эмброз Эшли. Фильм начинается с того, что Эмброз показывает младшему двоюродному брату труп убийцы, подвешенный на перекрёсте дорог и произносит фразу, ставшую прологом к остальному фильму: «Смерть — наказание за убийство».
Проходит почти 15 лет и Эмброз уезжает путешествовать по Италии. Спустя какое-то время в поместье приходит известие о его неожиданной женитьбе на молодой вдове, которая приходится ему дальней родственницей, графине Рэйчел Санголетти. А ещё спустя какое-то время начинают приходить письма о том, что он тяжело болен, его жена всё время следит за ним, он окружён врагами, его лечат врачи с внешностью головорезов. Филипп показывает эти письма своему крестному и поверенному семьи, Николасу Кендалу, однако тот предполагает, что Эмброз либо пьян, либо у него развивается наследственная опухоль мозга. Встревоженный Филипп бросается во Флоренцию, где находится его кузен.
Однако, приехав, узнаёт, что его кузен недавно скончался. Вдовы кузена, новоиспечённой миссис Эшли, он не застаёт, поскольку она уехала из города. Слуга виллы Санголетти рекомендует ему обратиться к адвокату Рейнальди — поверенному миссис Эшли. Филлип отправляется к Рейнальди, надеясь разобраться, что происходит. Адвокат вызывает у него антипатию. Из разговора с ним он узнаёт, что Эмброз оставил всё своё состояние Филлипу, а новой жене не оставил ничего. Он предъявляет Рейнальди предсмертные письма Эмброза, с обвинениями в адрес своей жены, однако адвокат уверяет, что у Эмброза была опухоль мозга, сопровождавшаяся подобными параноидальными идеями. Филипп не поверив рассказам Рейнальди, посещает могилу своего кузена и клянется отомстить за боль и страдания кузена. Он возвращается в Англию.
Сразу же по возвращении в Англию, ему сообщают, что приехала миссис Рэйчел Эшли. Она поселилась в городке Плимуте, неподалёку от поместья и якобы просто хочет вернуть семье книги и вещи покойного. Она ведёт себя крайне скромно, не собирается оспаривать завещание, не напрашивается с визитом в дом, который мог бы ей принадлежать.

## В ролях
- Оливия де Хэвилленд — Рэйчел Эшли
- Ричард Бёртон — Филип Эшли
- Одри Далтон — Луиза Кендалл
- Рональд Сквайр — Николас Кендалл
- Джордж Доленц — Гвидо Рейнальди
- Джон Саттон — Эмброз Эшли
- Тюдор Оуэн — Сиком, дворецкий

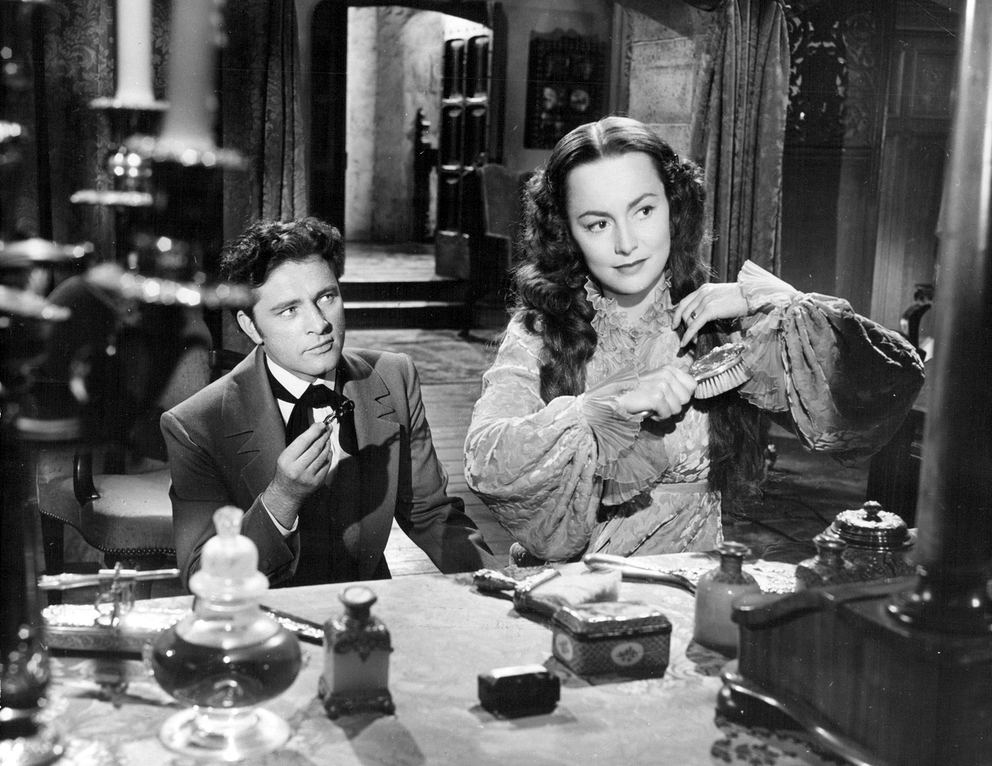
Оливия Де Хэвилленд и Ричард Бёртон (кадр из фильма)

- Дж. М. Кэрриган — преподобный Паскоу
- Маргарет Брюстер — миссис Паскоу
- Альма Лоутон — Мэри Паско

## Награды и номинации
«Оскар» 1953 (4 номинации, без наград):
- Лучший актёр второго плана — Ричард Бёртон
- Лучшая операторская работа в чёрно-белом фильме — Джозеф Лашелл
- Лучшая работа художника в чёрно-белом фильме — Лайл Р. Уилер, Джон ДеКуир (постановщики), Уолтер М. Скотт (декоратор)
- Лучший дизайн костюмов в чёрно-белом фильме — Чарльз Ле Мэр и Дороти Джикинс

«Золотой глобус» 1953:
- Лучшая актриса в драматическом фильме — Оливия Де Хэвилленд (номинация)
- Лучший актёрский дебют — Ричард Бёртон (награда)